# Elvis (minissérie)

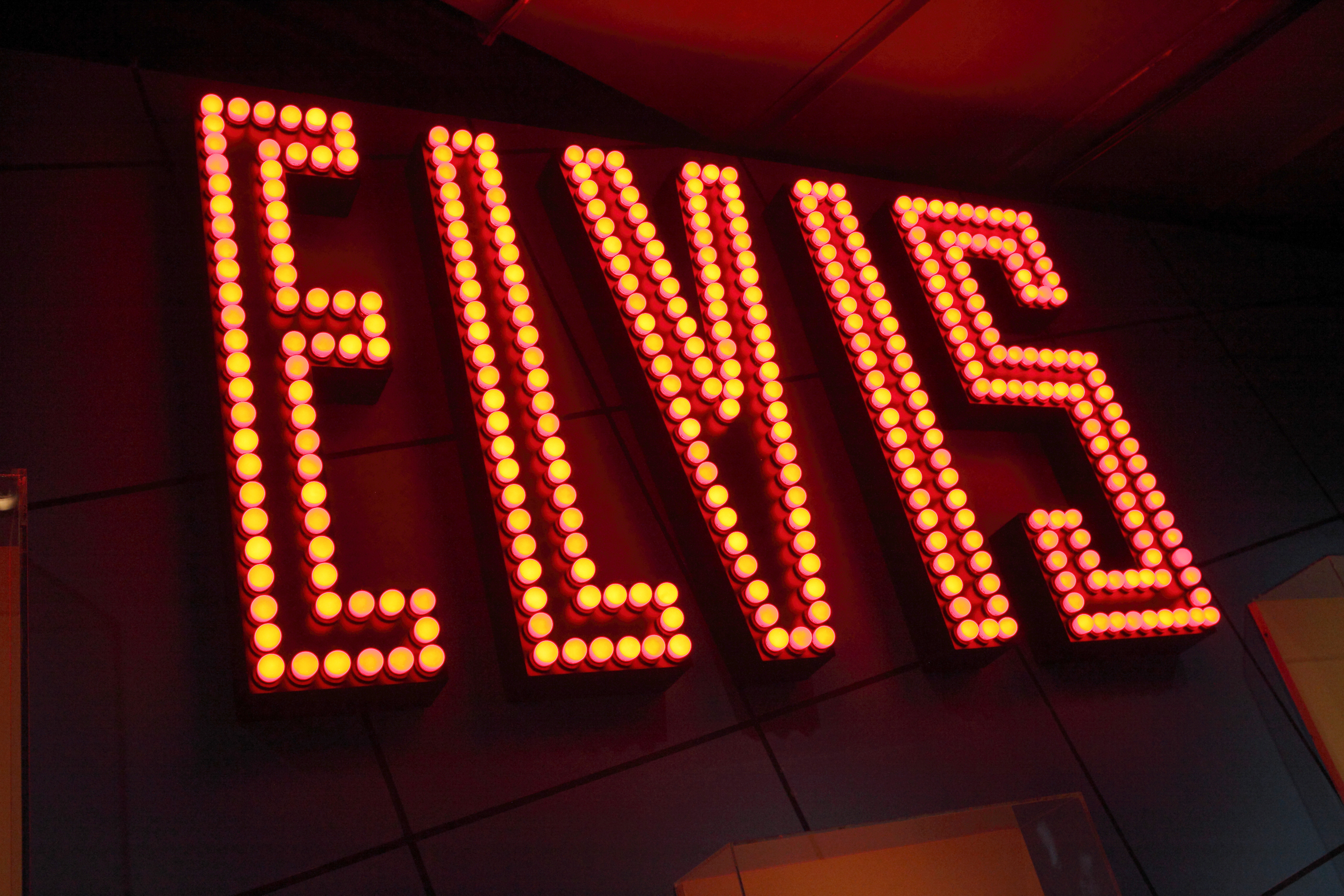
Elvis: A Minissérie

Elvis é uma minissérie de 2005 exibida em dois episódios. Estreou no canal de televisão CBS, nos Estados Unidos, a 8 de Maio de 2005. A intenção inicial era a realização de um filme para televisão, porém, com o elevado tempo de duração, decidiu-se pela divisão em dois episódios, cada um com cerca de duas horas de duração. A produção tornou-se num grande sucesso junto do público e dos críticos, principalmente pelo desempenho do elenco.

## Enredo
O enredo trata da história pessoal e profissional de Elvis Presley no período de 1953 até 1968. A minissérie teve em sua trilha sonora, as gravações originais de Elvis, e muitas das imagens da produção, foram filmadas na própria mansão do rei do rock, Graceland.

## Elenco
Elenco principal
- Jonathan Rhys Meyers como Elvis Presley
- Randy Quaid como Tom Parker
- Robert Patrick como Vernon Presley
- Rose McGowan como Ann-Margret
- Camryn Manheim como Gladys Presley
- Antonia Bernath como Priscilla Presley

## Trilha sonora
- "Don't Be Cruel"
- "Love Me Tender"
- "Too Much"
- "All Shook Up"
- "One Night"
- "Are You Lonesome Tonight?"
- "Surrender"
- "Return to Sender"

## Prémios
Elvis teve várias indicações e atribuições de prémios. Eis a lista:

### Globo de Ouro
- Melhor ator em minissérie ou filme para a TV - Jonathan Rhys Meyers
- Melhor ator coadjuvante em minissérie ou filme para a TV - Randy Quaid (indicado)
- Melhor atriz coadjuvante em minissérie ou filme para a TV - Camryn Manheim (indicada)

### Emmy
- Melhor minissérie (indicação)
- Melhor elenco em minissérie ou filme para a TV (indicação)
- Melhor ator em minissérie ou filme para a TV - Jonathan Rhys Meyers (indicado)
- Melhor ator coadjuvante em minissérie ou filme para a TV - Randy Quaid (indicado)
- Melhor atriz coadjuvante em minissérie ou filme para a TV - Camryn Manheim (indicada)
- Melhor figurino em minissérie ou filme para a TV (indicação)

### Outros
Satellite Awards
- Melhor minissérie
- Melhor ator em minissérie ou filme para a TV - Jonathan Rhys Meyers
- Melhor ator coadjuvante em minissérie ou filme para a TV - Randy Quaid
- Melhor atriz coadjuvante em minissérie ou filme para a TV - Camryn Manheim (indicada)

Casting Society of America
- Melhor elenco em minissérie (indicação)

Costume Designers Guild Awards
- Melhor figurino em minissérie ou filme para a TV

Directors Guild of America
- Melhor direção (indicado)